# Hongkongská vlajka

Hongkongská vlajka
Poměr stran: 2:3

Vlajka Hongkongu, zvláštní administrativní oblasti ČLR, je tvořena červeným listem, v jejím středu je bílý květ Bauhínie, který má na svých listech pět hvězd. Poměr stran vlajky je 2:3.
Stylizovaný květ Bauhínie se hojně vyskytuje v Hongkongu, kde byla rostlina také objevena a poprvé zdokumentována, a symbolizuje lidskost regionu, harmonii a díky svojí bílé barvě také soulad uspořádání jedna země, dva systémy. Pět hvězd odpovídá pěti hvězdám na vlajce ČLR, a připomínají, že Hongkong je neoddělitelnou součástí Čínské lidové republiky.

## Historie
Hongkong získal svoji první oficiální vlajku jako britská kolonie v roce 1870 v podobě běžné vlajky britské kolonie, tedy modrého pole s vlajkou Spojeného království v levém horním rohu a se znakem příslušné kolonie v pravé polovině modrého pole (takzvaný blue ensign). Znak Hongkongu používaný na jeho vlajce byl změněn celkem třikrát, postupně tedy existovaly čtyři rozdílné znaky a jim příslušné vlajky.
Současná vlajka Hongkongu byla navržena při přípravě procesu přesunu správy teritoria z Británie na Čínu. Zavedena do užívání byla o půlnoci z 30. června na 1. července 1997, kdy zároveň proběhl samotný přesun správy.

## Galerie

Rozměry hongkongské vlajky
Hongkongská vlajka (1870–1876) Poměr stran: 1:2
Hongkongská vlajka (1876–1941, 1945–1955) Poměr stran: 1:2
Japonská vlajka (1941–1945) Poměr stran: 7:10
Hongkongská vlajka (1955–1959) Poměr stran: 1:2
Hongkongská vlajka (1959–1997) Poměr stran: 1:2
Vlajka hongkongského guvernéra (1959–1997) Poměr stran: 1:2

## Výběr současné vlajky
Před předáním Hongkongu Číně v roce 1997 byla mezi obyvateli Hongkongu v letech 1987–1988 uspořádána soutěž na novou vlajku. Bylo vytvořeno 7147 různých variant vlajky. Zde je výběr některých z nich:

Návrh hongkongské vlajky
Návrh hongkongské vlajky
Návrh hongkongské vlajky
Návrh hongkongské vlajky
Návrh hongkongské vlajky
Návrh hongkongské vlajky
Návrh hongkongské vlajky
Návrh hongkongské vlajky
Návrh hongkongské vlajky
Návrh hongkongské vlajky
Návrh hongkongské vlajky
Návrh hongkongské vlajky
Návrh hongkongské vlajky
Návrh hongkongské vlajky
Návrh hongkongské vlajky
Návrh hongkongské vlajky